# Луций Ламия Силван
Луций (Плавций Елий) Ламия Силван (на латински: Lucius (Plautius Aelius) Lamia Silvanus; * 112/113 г.; † след 145 г.) е политик и сенатор на Римската империя през 2 век и зет на император Антонин Пий.

## Произход и кариера
Силван произлиза от патрицианска фамилия. Той е син на Луций Фунданий Ламия Елиан (консул 116 г.) и Рупилия Ания, дъщеря на Луций Скрибоний Либон Рупилий Фруги Бон (суфектконсул през 88 г.) и Салонина Матидия, племенница на император Траян.
През 145 г. Силван става суфектконсул заедно с Луций Побликола Приск, след консулите император Антонин Пий и Марк Аврелий.

## Фамилия
Силван е женен за Аврелия Фадила, по-голямата дъщеря на Атонин Пий. Те имат една дъщеря:
- Силвана (* 120), омъжена за Марк Аний Север (суфектконсул); родители на
  - Фабия Орестила (160 – 238), съпруга на Гордиан I.